# Lillian Palmer
Lillian Emily Palmer, później Alderson (ur. 23 czerwca 1913 w Vancouver, zm. 28 marca 2001 tamże) – kanadyjska lekkoatletka specjalizująca się w krótkich biegach sprinterskich, uczestniczka letnich igrzysk olimpijskich w Los Angeles (1932), srebrna medalistka olimpijska w biegu sztafetowym 4 × 100 metrów.

## Sukcesy sportowe
| Rok  | Miasto      | Zawody                         | Konkurencja                                           | Wynik                  |
| ---- | ----------- | ------------------------------ | ----------------------------------------------------- | ---------------------- |
| 1932 | Los Angeles | Igrzyska olimpijskie           | sztafeta 4 × 100 m                                    | srebrny medal          |
| 1934 | Londyn      | Igrzyska Imperium Brytyjskiego | sztafeta na 220-110-220-110 jardów bieg na 220 jardów | złoty medal 4. miejsce |

## Rekordy życiowe
- bieg na 100 metrów – 12,2 – Vancouver 28/06/1931[2]